# Dänka

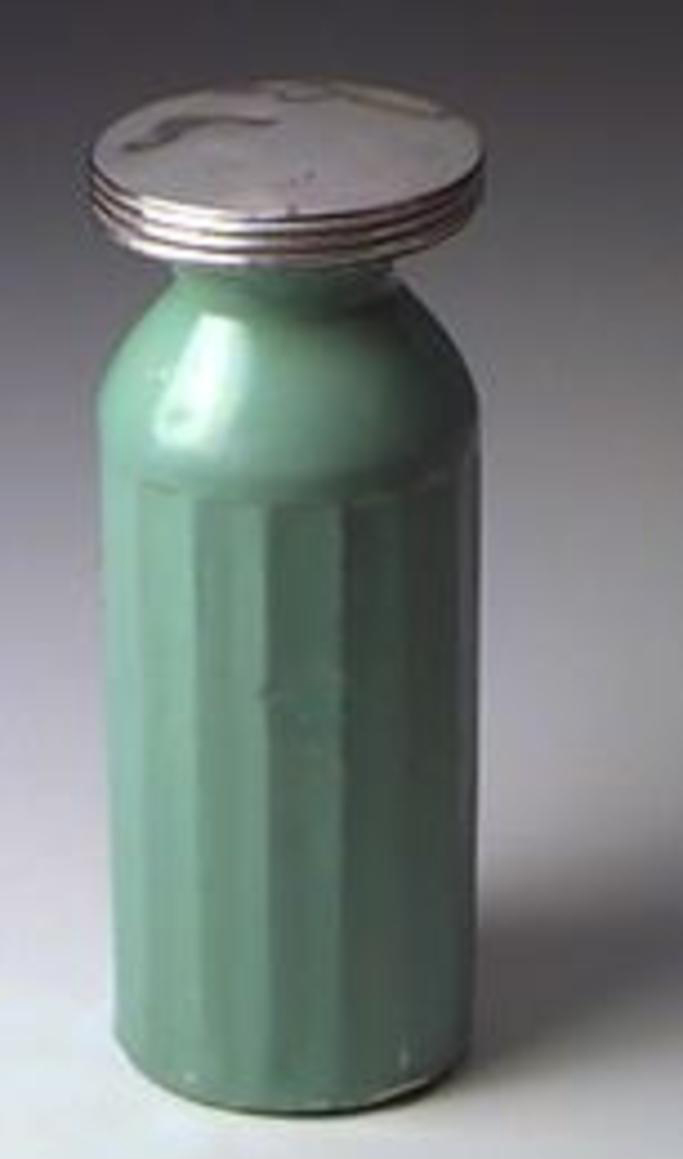
Dänkflaska av plåt. Skruvlocket är perforerat med små hål.

Dänka är ett närliggande ord till stänka och används i betydelsen att stänka vatten på ren tvätt innan man stryker den. Dänka används huvudsakligen i södra Sverige. Man fuktar textil innan pressning, strykning eller mangling för att nå ett slätare resultat och då används vanligtvis stänkflaska (dänkflaska), en flaska med hål i locket, för att stänka. Stänkning används till lin- och bomullstextilier medan pressduk används till ylletextilier.
Ordet dänka kan även användas vid matlagning och då i betydelsen att stänka eller lätt fukta en yta på exempelvis en tårtbotten. Detta för att göra den färdiga tårtan/bakverket saftigare.